# История почты и почтовых марок ЦАР
История почты и почтовых марок Центральноафриканской Республики, государства в Центральной Африке со столицей в Банги, может быть условно поделена два периода:
- период французской колонии Убанги-Шари в составе Французской Экваториальной Африки (ЦАР; 1903—1958) и
- период существования независимого государства под названием Центральноафриканская Республика (1958—1976 и с 1979 по настоящее время) и под названием Центральноафриканская Империя (ЦАИ; 1976—1979).

ЦАР является членом Всемирного почтового союза (ВПС; с 1961). 

## Выпуски почтовых марок

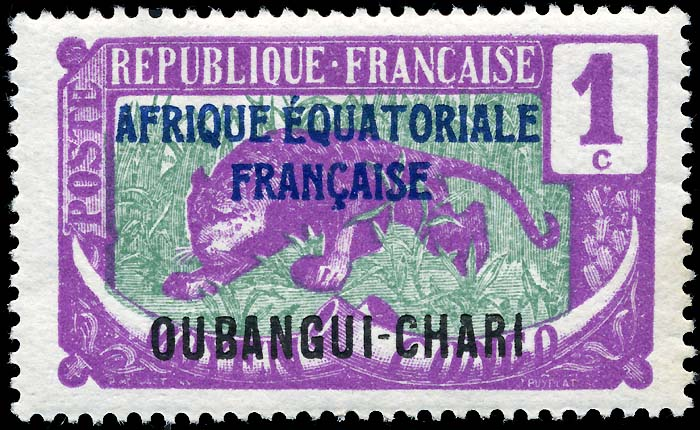
Почтовая марка Убанги-Шари с надпечатками (1924)

### Убанги-Шари
Первая почтовая марка на территории нынешней ЦАР была выпущена в 1924 году, когда эти земли находились в колониальном владении Франции под названием Убанги-Шари. При этом были эмитированы почтовые марки типа марок Среднего Конго Французской Экваториальной Африки с надпечатками: фр. «Oubangui—Chari» («Убанги-Шари»); «Afrique Equatoriale Francaise» («Французская Экваториальная Африка»), «AEF» («ФЭА»), а также марки оригинальных рисунков.
С 1936 года до 1959 года в почтовом обращении на территории Убанги-Шари были обычные марки Французской Экваториальной Африки.

### ЦАР (1959—1976)
В 1958 году эта колония стала Центральноафриканской республикой — членом Французского сообщества, а 13 августа 1960 года была провозглашена её независимость. Собственные почтовые марки Центральноафриканская Республика выпускает с 1959 года.
Первый почтовый выпуск, увидевший свет в 1959 году с текстом «République centrafricaine» (Центральноафриканская Республика), был посвящён годовщине молодого государства и включал изображение президента Боганды.
Первые стандартные появились в 1960 году. Первый почтовый блок ЦАР был выпущен в 1961 году.
Помимо названия государства, на почтовых марках встречается также надпись «Postes» («Почта») на французском языке.

### ЦАИ (1976—1979)
C 4 декабря 1976 года до 1979 года страна носила название «Центральноафриканская Империя», когда президент Бокасса стал императором. В этот период эмитировались почтовые марки с надписью фр. «Empire Centrafricaine» («Центральноафриканская Империя»), хотя первые пять выпусков в 1977 году в период империи представляли собой надпечатки на марках Центральноафриканской Республики текста «EMPIRE CENTRAFRICAIN».
По случаю коронации Бокассы 4 декабря 1977 года была выпущена серия из шести марок номиналом в 40, 60, 100, 150, 200 и 300 франков (SG #533—538) с изображением императора на фоне развивающегося национального флага.

### ЦАР (после 1979)

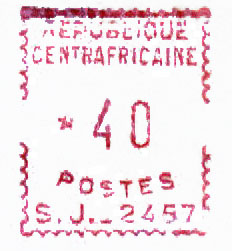
Франкотип Центральноафриканской Республики

Выпуск почтовых марок Центральноафриканской Республики возобновился в 1979 году почтовой эмиссией, посвящённой Зимним Олимпийским играм 1980 года в Лейк-Плэсиде, состоявшимся на следующий год.

### Тематика
Как страна Французского сообщества, ЦАР отображает на почтовых марках события и темы, связанные со своей бывшей метрополией. Например, в ознаменование Международной филателистической выставки «Арфила-75», проводившейся в Париже, 25 августа 1975 года в ЦАР была выпущена почтовая миниатюра номиналом в 100 франков.
На изданных этим африканским государством марках представлена также российская тематика, которую среди коллекционеров принято называть специальным термином «Россика». В частности, памятные марки и блоки ЦАР были посвящены космонавту П. Р. Поповичу (1966), 100-летию со дня рождения В. И. Ленина (1970), космическому полету «Союз—Аполлон» (1975), Летним Олимпийским играм в Москве (1980).

## Другие виды почтовых марок
Первые авиапочтовые марки ЦАР были изданы в 1960 году и сопровождались надписью «Poste aérienne» («Авиапочта»).
В 1962 почтовое ведомство Центральноафриканской Республики эмитировало первые доплатные марки с надписью «Timbre-taxe» («Доплатная марка»), а в 1963 году — марки военной почты.
В 1965 году начался выпуск служебных марок.